# Tahina spectabilis

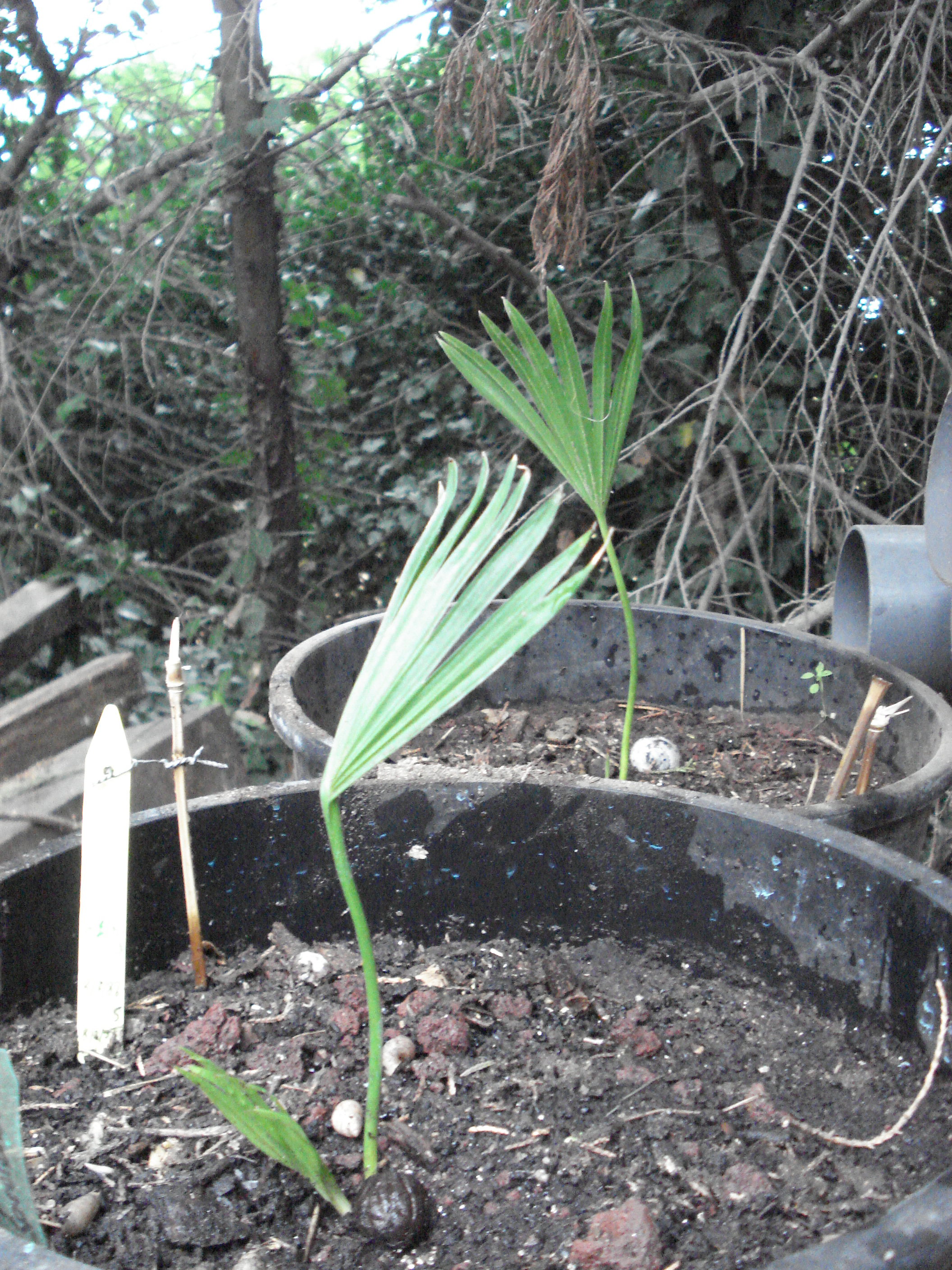
Mladé semenáčky Tahina spectabilis

Tahina spectabilis je druh palmy a jediný druh rodu Tahina. Je to menší, robustní palma s dlanitými listy a rozměrným květenstvím čnícím nad listovou korunou. Rostlina je jednodomá, vykvétá jen jednou za život a poté odumírá. Plodem je nevelká peckovice. Druh byl objeven v roce 2005 na nevelké lokalitě v severozápadním Madagaskaru a o tři roky později byl popsán. Jedná se o kriticky ohrožený druh.

## Popis
Tahina spectabilis je robustní, oboupohlavná palma menšího vzrůstu, dorůstající výšky od 4 do 10 metrů. Kmen je solitérní, přímý, na bázi cibulovitě ztlustlý. Listy jsou dlanitozpeřené, induplikátní, velké, s asi 4 metry dlouhou čepelí a 3,5 metru dlouhým, beztrnným řapíkem. Listy jsou na rubu pokryté tenkou vrstvou bělavého vosku. Hastula je dobře vyvinutá. Květenství je vrcholové, vícenásobně větvené, asi 4 metry dlouhé a nápadně čnící nad korunou listů. Květy mají trojčetný kalich a korunu, obsahují 6 tyčinek a semeník srostlý ze 3 plodolistů. Rostlina vykvétá pouze 1x za život podobně jako talipot a poté odumírá.
Plody jsou široce eliptické, za zralosti žlutozelené peckovice s vytrvalým okvětím, asi 3 až 3,5 cm dlouhé. Obsahují jediné semeno.

## Historie objevu
K objevu této palmy došlo při rodinném pikniku v září roku 2005 a zprvu byla považována za lontar (Borassus). Při detailním zkoumání fotografií se ukázalo rozměrné květenství této palmy a objevily se otázky jestli se nejedná o asijský talipot (Corypha umbraculifera) jakožto pozůstatek pěstování z koloniálních dob. Této hypotéze ale nenahrávaly beztrnné řapíky. V lednu následujícího roku pak byla na odlehlou lokalitu vedena výprava a nasbíraný materiál byl v botanické zahradě v Kew podroben důkladnému zkoumání. Ukázalo se, že se jedná o zcela nový a dosud nepopsaný druh i rod palmy. Spolu s morfologickým popisem byla provedena i analýza DNA, která rozkryla příbuzenské vztahy k ostatním rodům podčeledi Coryphoideae.

## Rozšíření a ochrana
Druh byl popsán až v roce 2008 a je znám z jediné nevelké lokality na pobřeží severozápadního Madagaskaru. Vyskytuje se zde jen asi 90 exemplářů různých velikostí (z toho asi 30 dospělých, plodných jedinců) a několik set jednolistých semenáčů. Palmy zde rostou v nízké nadmořské výšce na úpatí vápencových výchozů. Druh je zapsán v Červeném seznamu ohrožených druhů IUCN jako kriticky ohrožený.

## Ekologické interakce
Rostlina vytváří v květenství velké množství nektaru. Květy navštěvují zejména včely, vosy a mouchy. Mladé plody konzumuje černě zbarvený papoušek vaza velký (Coracopsis vasa), o způsobu šíření semen však není nic bližšího známo.

## Taxonomie
Rod Tahina je v rámci taxonomie palem řazen do podčeledi Coryphoideae a tribu Chuniophoeniceae. Sesterským rodem je podle výsledků molekulárních studií monotypický rod Kerriodoxa, který je endemitem Thajska. Další blízce příbuzné rody jsou Chuniophoenix pocházející z Číny a Indočíny a Nannorrhops z jihozápadní Asie a Arábie.